# Anna Catharina Emmerich
Anna Catharina Emmerich (Coesfeld, 8 september 1774 - Dülmen,  9 februari 1824) was een Duitse augustines en mystica. Zij is bekend vanwege haar visioenen over het lijden van Jezus Christus en de boeken die de dichter Clemens Brentano over haar schreef. In 2004 werd zij door paus Johannes Paulus II zalig verklaard. 

## Biografie
Emmerich werd geboren in Flamschen, een buurtschap in Coesfeld (Westfalen), als dochter van de wever en keuterboer Bernhard Emmerich  en zijn vrouw Anna Hillers. In 1802 trad ze in het augustijnenklooster Agnetenberg in Dülmen, op nog geen vijftig kilometer van de Nederlandse grens. Na de opheffing van dit klooster in 1812 op bevel van Jérôme Bonaparte, op dat moment koning van Westfalen, woonde ze in bij een weduwe. Ze had een zwakke gezondheid die door streng vasten verder was ondermijnd. 
Vanaf 1813 was Emmerich bedlegerig. Rond deze tijd ontwikkelden zich bij haar bloedende stigmata: wonden op de plekken waar volgens de bijbel het lichaam van Jezus tijdens de kruisiging was verwond. Gelegen in bed ontving zij in mystieke vervoering elke vrijdag deze stigmata. 
Een onderzoek door de kerkelijke autoriteiten kon geen fraude ontdekken en concludeerde dat het hier om een authentiek wonder ging. Mede als gevolg hiervan werd Emmerich steeds bekender en door velen vereerd om haar vroomheid. Al tijdens haar leven werd het aan haar interventie toegeschreven dat gebeden werden verhoord.
De aandacht voor Emmerich was een doorn in het oog van de overheid die de invloed van de kerk wilde beperken. Een staatscommissie onder leiding van Clemens von Bönninghausen concludeerde in 1819 dat er wel een natuurlijke oorzaak was voor de stigmata.

## Werken van Brentano
Emmerich had visioenen over het leven en het lijden van Jezus en het leven van Maria die ze op verzoek van haar biechtvader Bernard Overberg deelde met de bekende dichter Clemens Brentano. Hij publiceerde drie boeken over de visioenen van Emmerich en de gesprekken die hij met haar had: Das bittere Leiden unsers Herrn Jesu Christi (1833), Das Leben der heiligen Jungfrau Maria (1852) en Das Leben unseres Herrn und Heilandes Jesu Christi (1860). 
De boeken van Brentano werden in meerdere talen vertaald en hebben veel bijgedragen aan de bekendheid en reputatie van Anna Catharina Emmerich. Er bestaan echter twijfels of de weergave van Brentano volledig waarheidsgetrouw is. Er is een vermoeden dat hij al dan niet met opzet zijn eigen ideeën heeft verwerkt in de woorden en visioenen die hij aan Emmerich toeschrijft. Brentano spiegelde Emmerich aan illustere voorgangers als Lidwina van Schiedam, Catharina van Siena en Angolina van Foligno.

## Zaligverklaring en nagedachtenis
Emmerich overleed in 1824. Mede door het werk van Brentano ontwikkelde zij zich daarna tot misschien wel de meest invloedrijke gestigmatiseerde van de 19e en de 20e eeuw. Vanwege haar nabijheid sprak Emmerich ook de Nederlandse katholieken, wier religie onderdrukt werd, erg aan.
In 1897 werd het proces van haar zaligverklaring gestart. In 2004 werd zij door paus Johannes Paulus II zalig verklaard. De plaatsen waar Emmerich heeft geleefd worden nog steeds door gelovigen bezocht. In Coesfeld is een kerk naar haar genoemd. Het graf van Emmerich bevindt zich in de Heilig Kruiskerk in Dülmen. In deze kerk is ook de sterfkamer van Emmerich gereconstrueerd, daarvoor zijn de oorspronkelijke meubelen gebruikt. 
Op grond van Emmerichs visioenen zijn opgravingen gedaan, zoals dat ook gebeurde naar het Huis van de maagd Maria in Efeze.
De filmmaker Mel Gibson baseerde zijn film The Passion of the Christ (2004) deels op de visioenen van Emmerich zoals vastgelegd door Brentano. Zowel Gibson als Emmerich kregen het verwijt antisemitisme in de hand te werken door de Joden aan te wijzen als degenen die verantwoordelijk waren voor de kruisiging van Christus.

## Afbeeldingen

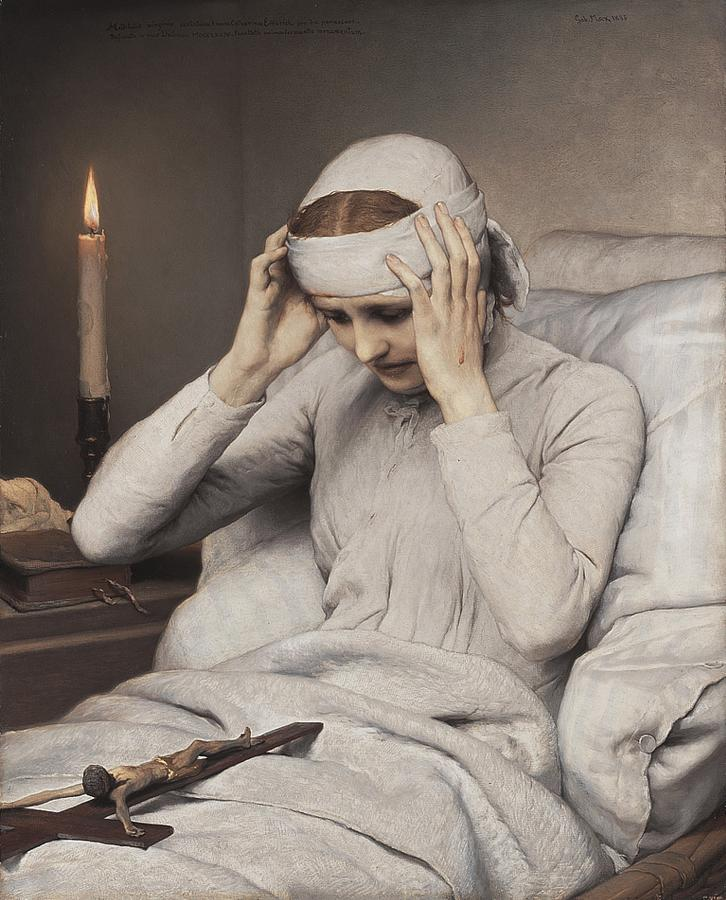
Schilderij van Anna Catharina Emmerich door Gabriel von Max (1885)
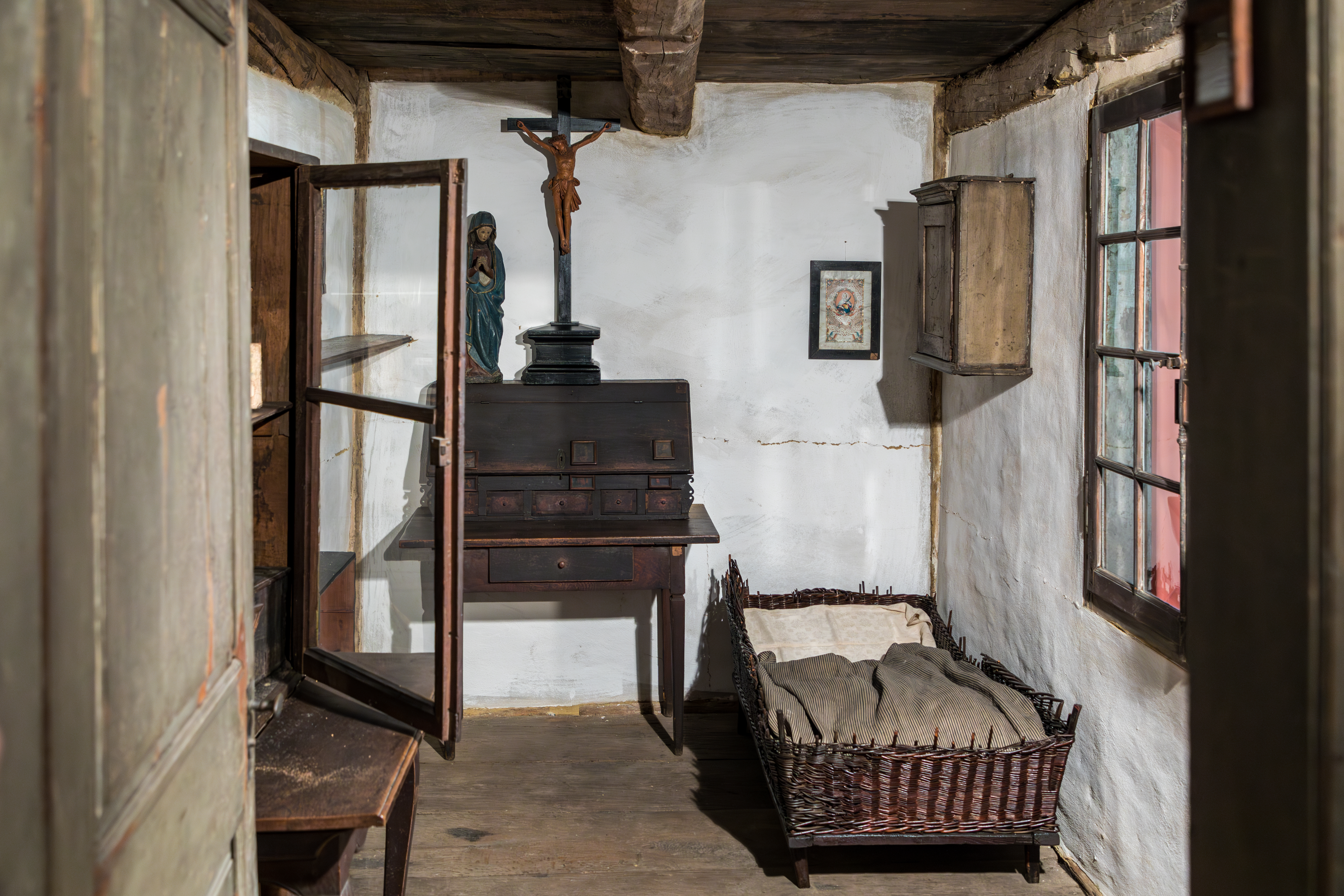
Reconstructie van de kamer waarin Anna Catharina Emmerich is overleden. Het meubilair is authentiek.
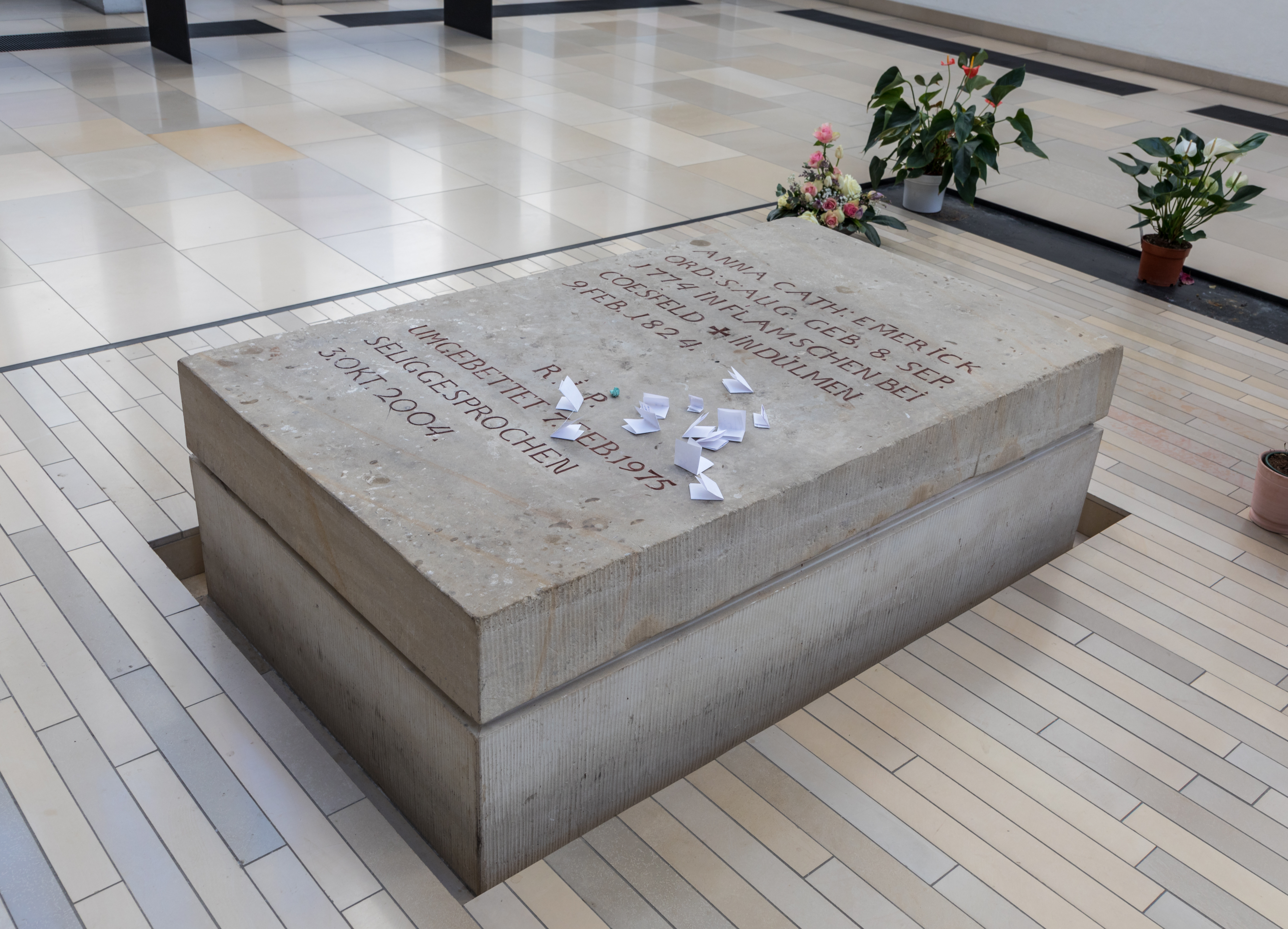
Graf van Anna Catharine Emmerich in de Heilig Kruiskerk in Dülmen